# Monte Giovo
El Monte Giovo (1991 m s. n. m..) se encuentra entre los picos más altos de los Apeninos tosco-emilianos y el segundo en la provincia de Módena.
Situado entre las localidades de Pievepelago en la provincia de Módena y Barga, del lado del valle del río Serchio, formando un acantilado  de casi 500 m, sobre el Lago Santo modenese, uno de los más grandes y a mayor altura dentro de los Apeninos septentrionales.
Los picos importantes cerca del Monte Giovo son el Monte Rondinaio, Sasso Tignoso, Alpe Tre Potenze. En días particularmente claros, la vista desde la cumbre puede incluso llegar al mar.
El nombre podría ser una derivación del latín "Giovio", adjetivo que significa "perteneciente a Júpiter" (tal como sucede con Marzio que significa perteneciente a Marte), y la dedicación a esa deidad podría ser la causa del nombre del lago Santo.